# 殲敵者級核潛艇
殲敵者級（梵語：अरिहंत，英語：Arihant，在梵語意思中指「征服者」）是印度的核動力弹道导弹潜艇，也是印度首度自主研發的核子動力潛艇。首艦「殲敵者號」於2009年下水，並在2014年12月開始測試，2016年服役。
殲敵者級使印度成為除了联合国安全理事会常任理事国的五個成員國之外首次有他國能獨自研發和建造核潛艇的國家，被外界視為印度加入常任理事國的重要籌碼。

## 歷史
在1971年印巴战争期間，時任美國總統理查德·尼克松派出命名為第74特遣部隊的航空母艦戰鬥群，由核動力航空母艦企業號航空母艦作為母艦領導戰鬥群進入孟加拉灣，企圖恐嚇印度。對此，蘇聯派出核導彈潛艇符拉迪沃斯托克號跟蹤美軍在孟加拉灣的行動。是次美蘇之間的行動向時任印度總理英迪拉·甘地展示了核武器和弹道导弹潜艇的重要性，使印度在繼1974年微笑的佛陀的核試驗後，便開始了核動力推進系統的可行性研究（第932項目）。
在1998年，時任印度國防部長喬治·費爾南德斯證實了印度海軍已經開始了核動力潛艇的初步設計工作。雖然在1998年波卡蘭-II核試驗後印度曾承諾不首先使用核武器，但該項目是以完成印度核三位一体戰略目標而發展。
2006年9月22日，由巴巴原子能研究中心在英迪拉·甘地原子能研究中心設計和製造的壓水反應堆原型正式運作，並在三年內進行測試工作。後來該原型測試的成功使印度得以進行量產化反應堆以用在殲敵者號的身上。
2009年7月26日，殲敵者級首號艦殲敵者號核潛艇正式下水。2016年2月23日，有報導指出，殲敵者號已被確認經成功通過所有測試，在技術上能夠隨時準備入役。

## 設計
殲敵者級核子動力潛艇是源於印度的「先進技術艦艇」（ATV）項目，是印度首次設計和建造的核潛艇。該級潛艇長112米（367英尺），橫樑長11米（36英尺），排水量6,000噸（5900長噸；6600短噸），吃水10米（33英尺），潛水深度300米（980英尺）。該級潛艇是由一個83兆瓦（111,000馬力）的压水反应堆推動，在浮出水面時能夠以12至15節（22-28公里/小時）的速度航行，在潛航時能夠以最大24節（44公里/小時）的速度潛航。
該潛艇的駝峰上設有四枚發射管，能夠攜帶多達12枚的K-15海洋导弹或4枚K-4導彈。殲敵者的整體設計類於俄羅斯的971型核潜艇，而印度海軍中有一艘核潛艇是租自該型號。

## 同級艦
有關印度打算建造的殲敵者級數量目前還未能確定，但據媒體報導，有大約三至六艘潛艇正在規劃建造。在一號艦之後的殲敵者級預計將能攜帶多達8枚的K-4潛射彈道導彈和更大的壓水反應堆，並且能夠攜帶總數16杖的彈道導彈。

## 外部鍵接
- （英文）The Indian Strategic Nuclear Submarine Project by Mark Gorwitz （页面存档备份，存于）